# 发展乡 (克山县)
发展乡，是中华人民共和国黑龙江省齐齐哈尔市克山县下辖的一个乡镇级行政单位。

## 行政区划
发展乡下辖以下地区：
双发村、民胜村、长胜村、四座村、平安村、民发村、全发村、巨胜村和永发村。